# Mafia: The Old Country
Mafia: The Old Country est un jeu vidéo d'action et d'aventure développé par Hangar 13 et publié par 2K Games, sorti le 8 août 2025 sur PlayStation 5, Xbox Series X/S et Microsoft Windows. Il s'agit d'une préquelle de la série Mafia et de son quatrième opus, après Mafia III. 

## Trame
L'histoire est une préquelle des trois opus de la série Mafia, Mafia: The City of Lost Heaven sorti en 2002 et son remake sorti en 2020, Mafia II sorti en 2010, et Mafia III sorti en 2016.
Contrairement aux trois précédents opus de la série, l'histoire ne se déroule pas aux États-Unis, mais en Sicile au tout début du XXe siècle, vers 1900. 